# Yébleron
Yébleron is een gemeente in het Franse departement Seine-Maritime (regio Normandië) en telt 1343 inwoners (1999). De plaats maakt deel uit van het arrondissement Le Havre.

## Geografie
De oppervlakte van Yébleron bedraagt 10,4 km², de bevolkingsdichtheid is 129,1 inwoners per km².
De onderstaande kaart toont de ligging van Yébleron met de belangrijkste infrastructuur en aangrenzende gemeenten.

## Demografie
Onderstaande figuur toont het verloop van het inwonertal (bron: INSEE-tellingen).